# Complexe cytochrome b6f
Le complexe cytochrome b6f, ou complexe de cytochromes b6f, est une oxydoréductase qui catalyse la réaction :
plastoquinol + 2 plastocyanines oxydées + 2 H+face 1  {\displaystyle \rightleftharpoons }  plastoquinone + 2 plastocyanines réduites + 2 H+face 2.
Cette réaction est analogue à celle catalysée par la coenzyme Q-cytochrome c réductase de la chaîne respiratoire dans les mitochondries. Ce complexe enzymatique est présent dans la membrane des thylakoïdes, organites présents chez les cyanobactéries ainsi qu'à l'intérieur des chloroplastes, eux-mêmes organites photosynthétiques des algues vertes et des plantes. Il a pour fonction d'accumuler des protons dans le lumen des thylakoïdes lors du transfert des électrons à haut potentiel du photosystème II vers le photosystème I.

## Structure
Le complexe cytochrome b6f est un dimère dont chaque monomère est composé de huit sous-unités, à savoir quatre grosses sous-unités :
- un cytochrome f avec un cytochrome de type c pour une masse de 32 kDa (sous-unité PetA) ;
- un cytochrome b6 avec un groupe héminique à potentiel haut et potentiel bas pour une masse de 25 kDa (PetB) ;
- une protéine de Rieske contenant un cluster fer-soufre [2Fe-2S] pour une masse de 19 kDa (PetC)  ;
- une sous-unité IV de 17 kDa (PetD) ;

et quatre petites sous-unités de 3 à 4 kDa chacune et appelées PetG, PetL, PetM et PetN. La masse totale atteint 217 kDa.
La structure cristallisée de complexes cytochrome b6f de Chlamydomonas reinhardtii, Mastigocladus laminosus and Nostoc sp. PCC 7120 ont été déterminées,,. La structure du complexe est semblable à celle du cytochrome bc1. Le cytochrome b6 et la sous-unité IV sont semblables au cytochrome b, tandis que les protéines de Rieske des deux complexes sont homologues. Cependant, le cytochrome f et le cytochrome c1 ne sont pas homologues.
Le complexe cytochrome b6f contient sept groupes prosthétiques,. Quatre d'entre eux sont présents à la fois dans le cytochrome b6f et dans le cytochrome bc1 :
- la molécule d'hème c, présente dans le cytochrome c1 et dans le cytochrome f ;
- les deux molécules d'hème b ;
- le cluster fer-soufre [2Fe-2S] des protéines de Rieske.

Les trois autres groupes prosthétiques ne se trouvent que dans les cytochrome b6f :
- la chlorophylle a ;
- le β-carotène ;
- l'hème cn, également appelé « hème x ».

## Fonctionnement biologique
Dans la photosynthèse, le complexe cytochrome b6f intervient dans le transfert des électrons entre deux centres réactionnels, du photosystème II au photosystème I tout en pompant des protons à travers la membrane des thylakoïdes depuis le stroma des chloroplastes vers le lumen des thylakoïdes. C'est la circulation des électrons à travers le complexe cytochrome b6f qui génère le gradient de concentration en protons, et donc le gradient électrochimique, à travers la membrane des thylakoïdes, gradient utilisé pour la phosphorylation de l'ADP en ATP dans les chloroplastes.
À travers une réaction distincte, le complexe cytochrome b6f joue un rôle central dans la photophosphorylation cyclique, lorsqu'il n'y a pas de NADP+ disponible pour recevoir les électrons de la ferrédoxine réduite. Ce cycle intervient également dans le processus de photosynthèse pour maintenir le ratio de production ATP / NADPH approprié pour la fixation du carbone.

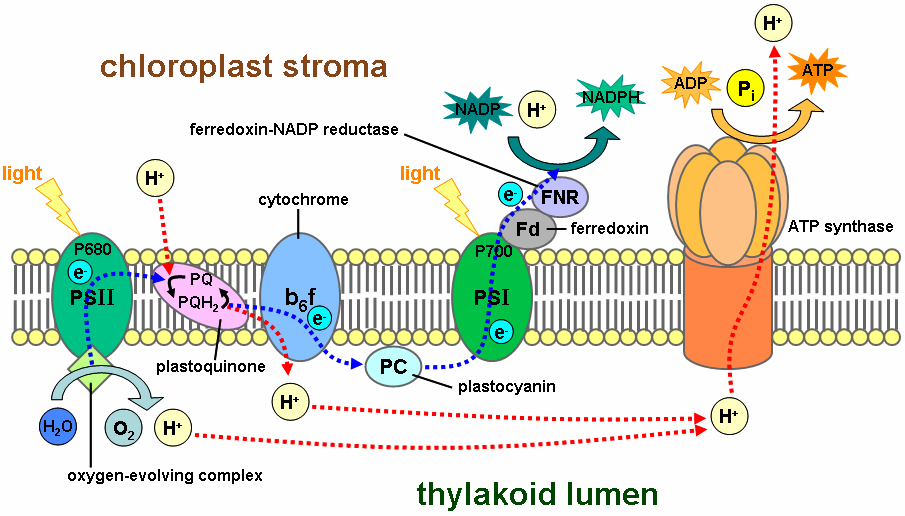
Schéma de fonctionnement des réactions photosynthétiques dépendantes de la lumière montrant la position du complexe cytochrome b_{6}f par rapport au photosystème II, à la plastoquinone, à la plastocyanine, au photosystème I, à la ferrédoxine-NADP^{+} réductase et à l'ATP synthase.